# Альдеасека (Авіла)
Альдеасека (ісп. Aldeaseca) — муніципалітет в Іспанії, у складі автономної спільноти Кастилія-і-Леон, у провінції Авіла. Населення — 251 особа (2010).
Муніципалітет розташований на відстані близько 140 км на північний захід від Мадрида, 55 км на північний захід від Авіли.

## Демографія
Динаміка населення (INE ):